# تسفي مجدال

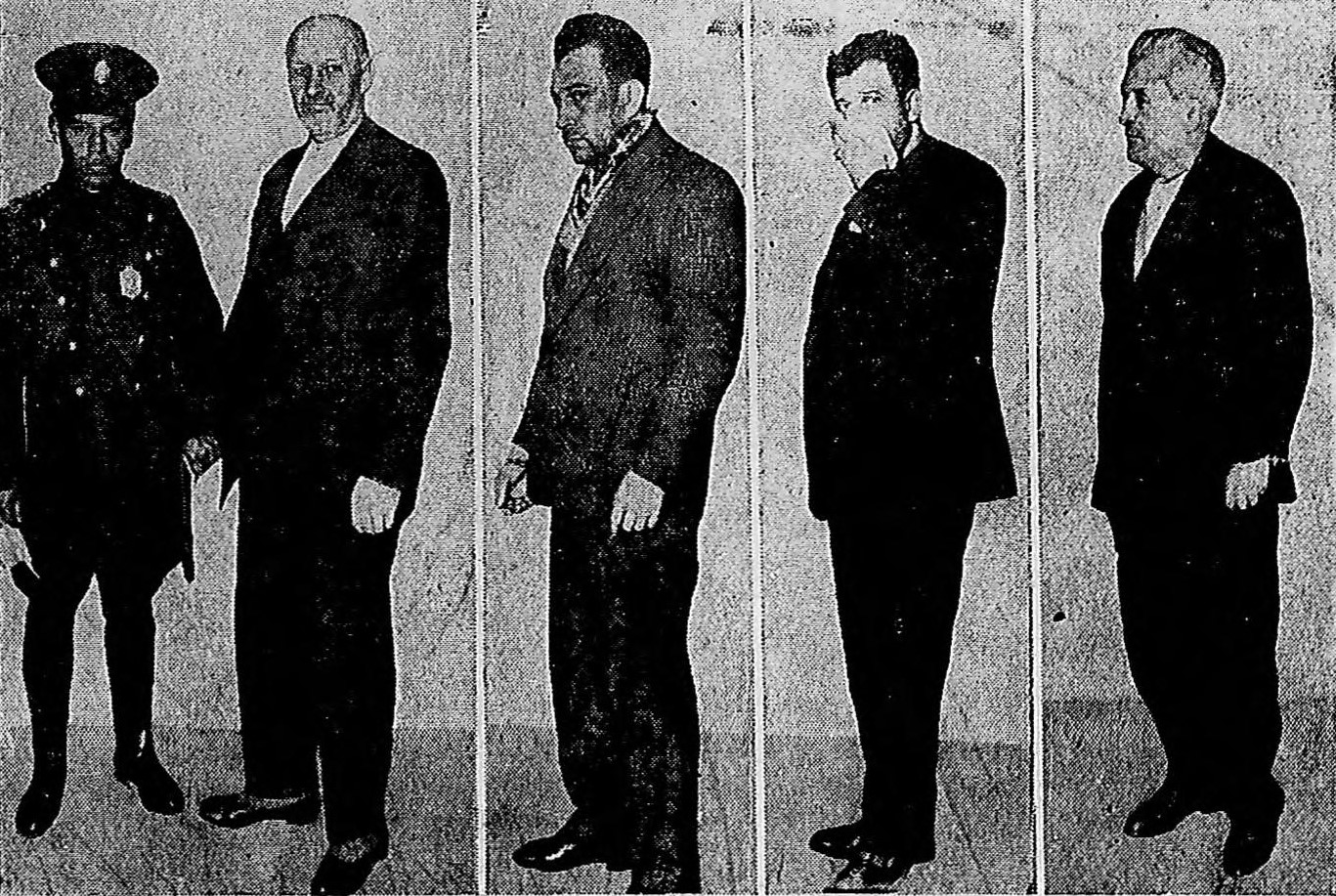
متهمين من منظمة تسفي مجدال، صورة تعود لسنة 1930.

تسفي مجدال (باليديشية: צבי מגדל) كانت جماعات جريمة منظمة يهودية تورطت في تهريب النساء اليهوديات من البلدات اليهودية في أوروبا الشرقية للعمل في الدعارة والبغاء القسري، حيث تعرضت النساء إلى الإستغلال الجنسي. وكانت الأرجنتين تُعَدُّ أهم مراكز البغاء اليهودي في العالم، حيث عملت مجموعة هذه المجموعة بين السنوات 1860 حتى عام 1939.
كانت الأزمة الاقتصادية في شرق أوروبا السبب في هجرة اليهود بشكل مكثف من مجتمعاتهم «الجيتو»، والتي تعاني الفقر والجوع، بجانب المذابح العرقية التي انتشرت في روسيا، وبولندا، وجاليتسيا ضدهم. كل هذا دفعهم للهجرة إلى أمريكا الجنوبية لتجربة حظهم، وكانت أكبر محطات وصولهم في البرازيل والأرجنتين. بعد هجرة آلاف السيدات اليهوديات، وجدن أنفسهن مدفوعات للعمل في تجارة الجنس من قبل المنظمات اليهودية العاملة في الدعارة في مدن البرازيل المختلفة، وعدة دول أخرى مثل الأرجنتين، والولايات المتحدة، والهند.

## أصل التسمية
دعيت المنظمة قي البداية في اسم الجمعية اليهودية للمساعدة المتبادلة وارسو، وغيرت المنظمة إسمها إلى تسفي مجدال في عام 1927، بعد أن تقدم المبعوث البولندي في الأرجنتين شكوى رسمية إلى السلطات الأرجنتينية، فيما يتعلق باستخدام «وارسو» في الاسم. وقد تم اختيار اسم الجمعية لتكريم لويس تسفي مجدال، أحد مؤسسيها.

## تاريخ

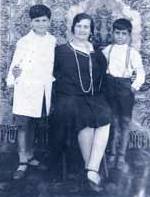
راشيل ليبرمان؛ امرأة يهودية من أوكرانيا كانت من ضحايا منظمة تسفي مجدال.

في الفترة بين عامي 1880 و1930، عمل عدد كبير من اليهود من شرق أوروبا في تجارة الرقيق الأبيض قوادين والدعارة، وأصبحت منطقة الإستيطان اليهودية في روسيا، خصوصاً جاليشيا، أهم مصدر للعاملات في الدعارة في العالم، وامتدت شبكة الرقيق الأبيض اليهودية من شرق أوروبا إلى وسطها وغربها، ومنها إلى الشرق، فكانت هناك مراكز في جنوب أفريقيا ومصر والهند وسنغافورة والصين.
وقد أصبح البغاء جزءاً من حياة قطاعات بعض يهود اليديشية في شرق أوروبا حتى صار عملاً محايداً ـ مجرد نشاط اقتصادي ومصدر للرزق ـ وتحولت قطاعات من الجماعات اليهودية إلى جماعات وظيفية تعمل بالبغاء. وقد أصبحت البغيّ اليهودية شخصية معروفة في كثير من عواصم أوروبا وإلى جوارها القواد اليهودي الذي لم يكن يكتفي بطبيعة الحال بتجنيد البغايا اليهوديات، وإنما كان يتاجر بفتيات من كل قطاعات المجتمع. وقد أصبح القفطان (زي يهود اليديشية) رمز تجارة الرقيق الأبيض، كما أصبحت اليديشية لغة هذه التجارة. وقد زاد عدد البغايا اليهوديات بشكل واضح في النمسا حيث زاد عدد اليهود في فيينا من بضعة آلاف في منتصف القرن التاسع عشر إلى مائة وخمسين ألفاً مع نهايته.
وكانت الأرجنتين وريو دي جانيرو في البرازيل تُعَدُّ أهم مراكز البغاء اليهودي في العالم (وتوجد هناك، حتى الآن، دار للمسنين تضم العاملات في الدعارة من اليهوديات المسنات). وقد بلغ تجار الرقيق الأبيض اليهود درجة من القوة مكنتهم من التحكم في المسرح اليديشي، وفي جوانب أخرى كثيرة من حياة الجماعة اليهودية.
كل هذه العوامل ساعدت على انتشار ظاهرة العمل بتجارة الجنس في البرازيل والأرجنتين، ويذكر التاريخ أن اليهود أداروا أكثر من 3000 بيت مخصص لهذا الغرض، معظمهم في البرازيل والأرجنتين، لهذا يمكننا القول إن ضيق الظروف الاقتصادية لليهود في أوروبا كان العامل الأساسي في رواج تجارة الجنس في الأرجنيتن والبرازيل.

## أسباب ظهور تسفي مجدال
في نهايات القرن التاسع عشر كانت مرحلة تَعثُّر التحديث في شرق أوروبا حيث أُغلقت أبواب الحراك الاجتماعي واضمحل الأمل في المستقبل بالنسبة إلى عدد كبير من اليهود الذين أدَّت عمليات التحديث إلى طردهم من أعمالهم التقليدية. فكان نصف عدد يهود جاليشيا البالغ عددهم ثمانمائة ألف متعطلين عن العمل، وكان بينهم تسعة وثلاثون ألف أنثى كن مصدراً خصباً للبغايا. ولكن الفقر في حد ذاته لا يؤدي أبداً إلى انتشار ظاهرة كالاشتغال بالبغاء، إذ لابد أن تصاحب ذلك تحولات في البيئة الاقتصادية (والأخلاقية والنفسية) للمجتمع، تُطَبِّع إلى حدٍّ ما مثل هذه المهن وتعطيها قسطاً من القبول الاجتماعي. ومع تزايد حركة التصنيع، شهدت هذه الفترة تركُّز أعضاء الجماعات اليهودية في المدن الكبرى. لكن سكنى المدن والتركز فيها ليس مسألة مادية خارجية، وإنما هو شيء يُحدث تحولات نفسية وأخلاقية عميقة.
وقد كانت الفترة التي انتشر فيها الرقيق الأبيض فترة انفجار سكاني بين يهود شرق أوروبا، كما كانت فترة الهجرة الأوربية واليهودية الكبرى إلى الولايات المتحدة، والهجرة تؤدي عادةً إلى خلخلة الأخلاق. وقد صاحب ذلك تزايد معدلات العلمنة في المجتمعات الغربية، وهو ما كان يعني زيادة الرغبة في الاستهلاك ونقصان المقدرة على احتمال الفاقة (مع تآكل قيم مثل الزهد والقناعة). وقد أدَّى كل ذلك إلى تفكك الأسرة، وفقدان الأب السيطرة والهيبة التقليدية، كما فقدت المؤسسة الدينية اليهودية ذاتها معظم شرعيتها وسيطرتها بسبب هجمة الدولة القومية العلمانية عليها. وقد ساعدت وسائل الاتصال الحديثة على سرعة انتشار تجارة الرقيق الأبيض، شأنها في هذا شأن أية تجارة أخرى.
ومن الأسباب الأخرى التي ساعدت على انتشار البغاء بين إناث اليهود تشدُّد العائلات اليهودية، فكثيراً ما كانت الفتاة تخطئ مرة واحدة فترفض الأسرة السماح لها بالعودة. كما كان التعليم الديني مقصوراً على الذكور. وكان كثير من الفتيات اليهوديات يتسمن بالسذاجة نظراً لأن عزلة الجيتو وقبضة الأسرة اليهودية القوية شكلَّت سياجاً حال بينهن وبين الواقع الأوروبي الذي كان يتغيَّر وتتغيَّر أخلاقياته بسرعة غير مألوفة في تاريخ البشرية بأسره.
وقد ساهمت الطقوس اليهودية الخاصة بزواج المطلقة أو الأرملة في انتشار العمل في البغاء، إذ لم يكن يُسمَح للمرأة بأن تتزوج مرة أخرى إلا بعد حصولها على «جيط» وهي شهادة شرعية تصدرها المحاكم الحاخامية. ولكن الحصول على مثل هذه الشهادة كان أمراً في غاية الصعوبة، الأمر الذي أدَّى إلى وجود عدد كبير من المطلقات والأرامل ممَّن لا يحق لهن الزواج. وقد بلغ عددهن 25 ألفاً في بولندا (بعد الحرب العالمية الأولى).